# 马鸣风萧萧
《马鸣风萧萧》是著名导演王新民执导的一部的古装武侠电视连续剧，根据著名武侠作家萧逸同名小说改编。2005年9月1日在内蒙古赤峰克什克腾旗乌兰布统草原开机，其后在湖北黄石、河南焦作、北京等地采景拍摄，于2006年1月杀青。

## 剧情概述
英俊少年寇英杰为报师门之仇闯荡江湖，期间与两个倾城倾国的女孩产生感情纠葛，之后在高人指点下练成奇功为武林除害的故事。有道是“落日照大旗，马鸣风萧萧”。

## 主要演员
| 演员   | 角色   | 简介 |
| ------ | ------ | ---- |
| 沈晓海 | 寇英杰 |      |
| 王 琦  | 铁小薇 |      |
| 黄 曼  | 郭彩绫 |      |
| 张光北 | 铁海棠 |      |
| 计春华 | 鹰千里 |      |
| 于承惠 | 郭白云 |      |
| 吴 健  | 卓君明 |      |
| 吴 越  | 司空远 |      |
| 李依晓 | 朱佩瑶 |      |
| 张 澍  | 沈傲霜 |      |
| 杜俊泽 | 铁孟能 |      |

## 制作
- 制作机构：OO影视资源网、山东辉煌世纪影视公司、内蒙古电视台、北京天骄影视有限公司、美国金洋影视文化有限公司
- 编剧李世明从2003年10月到2006年年初《马鸣风萧萧》杀青，曾经三改剧本。[4]